# دينسلاكن
دينزلاكن (بالألمانية: Dinslaken) هي بلدة ألمانية تقع في ألمانيا في فيزل.  يقدر عدد سكانها بـ 71,067 نسمة .

## المدن التوأمة
مدينة أجان هي مدينة توأمة لـدينزلاكن.

## أعلام
- كاترين هيملر
- وولفغانغ دي بير
- ماريا ساندر
- تورستن غولدبرغ
- سيركان كاليك